# 용사왕
"용사왕"은 한국에서 제작된 권영순 감독의 1976년 영화이다. 방희정 등이 주연으로 출연하였고 이전철 등이 제작에 참여하였다.

## 출연

### 주연
- 방희정
- 김종숙